# Ferranti

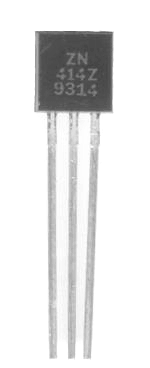
ZN414, ein integrierter Geradeausempfänger für Mittelwelle

Ferranti Limited war ein 1885 von Sebastian Ziani de Ferranti gegründetes britisches Unternehmen der Elektroindustrie.
Das Unternehmen stellte an mehreren Standorten in England (London, Manchester) und Schottland (Aberdeen, Glasgow) ein breites Spektrum an elektrischen Geräten her (vom Elektroherd angefangen bis hin zu Computern und Radargeräten). Auch als Hersteller von Integrierten Schaltungen trat Ferranti auf. Im Laufe der Jahre errichtete Ferranti Niederlassungen in vielen europäischen Ländern (z. B. Frankreich, Deutschland, Italien, Belgien) und in Australien, Neuseeland und Hongkong. Nach dem gescheiterten Versuch, auch auf dem amerikanischen Markt Fuß zu fassen, hatte das Unternehmen so große Verbindlichkeiten, dass es 1994 in Konkurs ging. Teile der Konkursmasse wurden von der ehemaligen englischen General Electric Company übernommen, viele Niederlassungen geschlossen. Der Stammsitz in Manchester und die deutsche Niederlassung wurden von der französischen Syseca übernommen.
Das Unternehmen produzierte ab 1951 in Zusammenarbeit mit der University of Manchester den Ferranti Mark I Computer, dessen Nachfolger Ferranti Mercury und später ab 1962 den Atlas Computer. 1954 erwarb man Packard Electric.
Bekannt war das Unternehmen unter Elektronikern vor allem durch den integrierten Schaltkreis Ferranti ZN428, einen einfachen, mikroprozessor-kompatiblen Digital-Analog-Converter.

## Laser und Photonik
1963 produzierte der Unternehmensbereich für spezielle Komponenten den ersten europäischen kommerziell verfügbaren Gaslaser. Aus diesen Aktivitäten ging 1970 das Unternehmen Ferranti Photonics Ltd. hervor. 1974 stellte das Unternehmen mit dem Ferranti MF400 den nach eigenen Angaben ersten CO2-Industrielaser vor. Nach dem Konkurs der Ferranti-Gruppe setzte die Tochtergesellschaft ihren Betrieb fort. Ein Management-Buy-out führte 1990 zur Gründung von Laser Ecosse Ltd., welche im Jahr 2000 Konkurs anmeldete. 2005 meldete auch Ferranti Photonics Konkurs an und wurde liquidiert.